# Лавроненко Іван Васильович
Іван Васильович Лавроне́нко (нар. 9 лютого 1922, Кривий Ріг — пом. 6 червня 1944, Чортківський район) — радянський військовий льотчик часів німецько-радянської війни. Герой Радянського Союзу.

## Біографія
Народився 9 лютого 1922 року у місті Кривому Розі (тепер Дніпропетровська область, Україна) в сім'ї робітника. Українець. Закінчив 7 класів школи, аероклуб.
У 1940 році призваний до Червоної армії. У 1941 році закінчив Качинську військову авіаційну школу пілотів. У діючій армії з травня 1943 року. Воював на Північно-Кавказькому, Воронезькому і 1-му Українському фронтах. У перший бій в небі на Кубані збив шість ворожих літаків. Брав участь у Корсунь-Шевченківській операції, відвоюванні Правобережної України. Член ВКП(б) з 1944 року. 

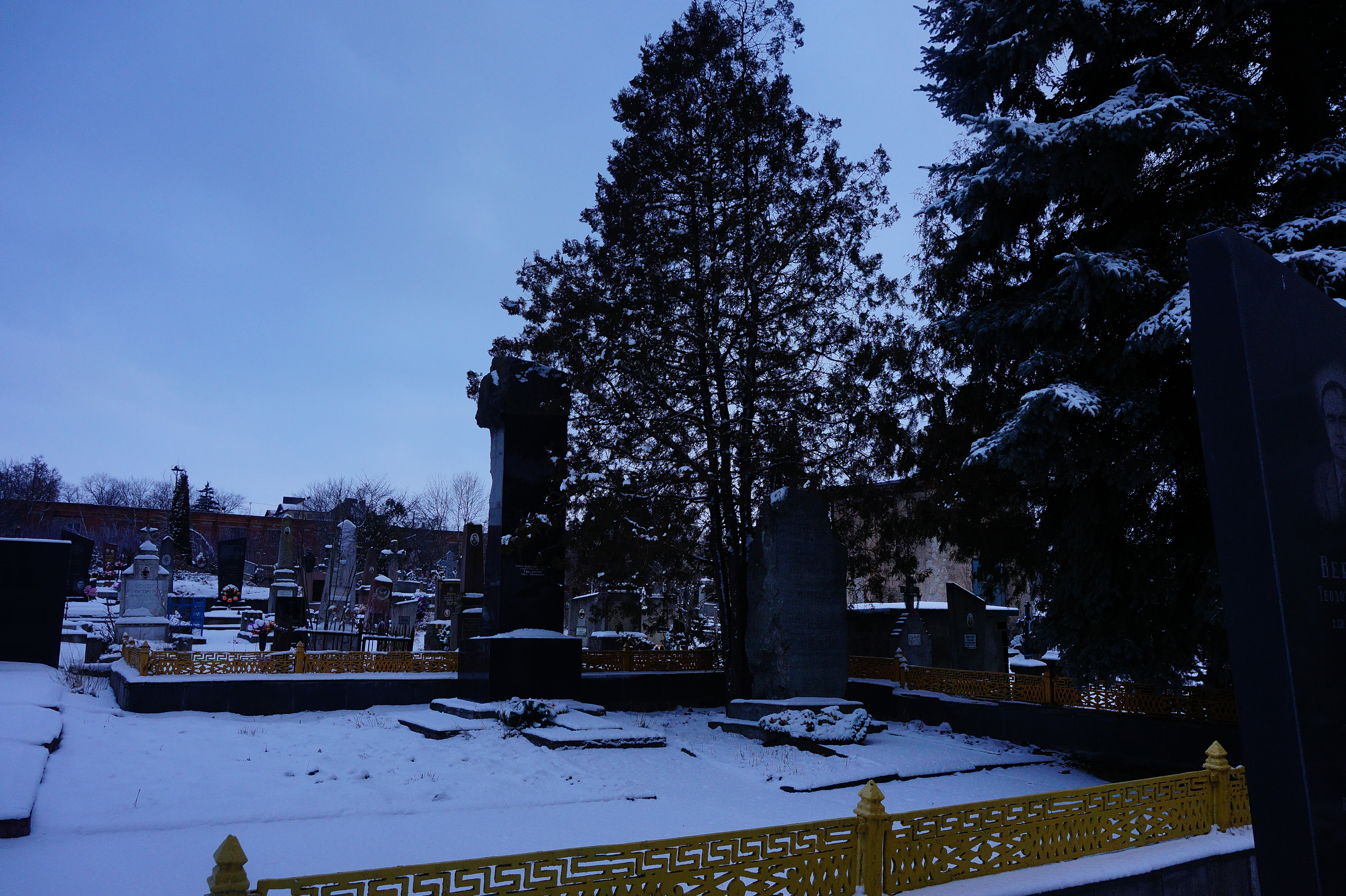
Могила в Чорткові.

До червня 1944 року заступник командира ескадрильї 239-го винищувального авіаційного полку 235-ї винищувальної авіаційної дивізії, 10-го винищувального авіаційного корпусу, 2-ї повітряної армії, 1-го Українського фронту старший лейтенант Лавроненко зробив 167 бойових вильотів, в 32 повітряних боях збив 15 літаків противника. 6 червня 1944 року, виконуючи завдання з розвідки військ і аеродромів в районі міста Станіслава був атакований двома ворожими винищувачами. В ході бою він збив один літак. При поверненні на свій аеродром його літак потрапив під сильний загороджувальний вогонь ворожої зенітної артилерії і отримав пошкодження. Намагаючись дотягнути до свого аеродрому впав в районі села Антонова Чортківського району Тернопільської області і загинув. Похований на військовому цвинтарі в місті Чорткові Тернопільської області.

## Нагороди
Указом Президії Верховної Ради СРСР від 26 жовтня 1944 року за зразкове виконання завдань командування і проявлені при цьому мужність і героїзм, старшому лейтенанту Лавроненку Івану Васильовичу присвоєно звання Героя Радянського Союзу (посмертно).
Нагороджений також орденами Леніна, Червоного Прапора, Вітчизняної війни І-го ступеня, Червоної Зірки.

## Вшанування пам'яті
у Кривому Розі
- його ім'ям названа вулиця на якій встановлена анотаційна стела;
- на стелі Героїв викарбуване його ім'я;
- на фасаді школи № 5, в якій він навчався встановлена меморіальна дошка з його іменем;

у Чорткові
- його ім'ям названа вулиця;
- встановлена меморіальна дошка.